# Засульська волость (Роменський повіт)
Засульська волость — адміністративно-територіальна одиниця Роменського повіту Полтавської губернії з центром у селі Засулля.
Станом на 1885 рік складалася з 63 поселень, 26 сільських громад. Населення — 8642 особи (4211 чоловічої статі та 4431 — жіночої), 1610 дворових господарств.
|                     | Площа, десятин | У тому числі орної, дес. |
| ------------------- | -------------- | ------------------------ |
| Сільських громад    | 5978           | 4830                     |
| Приватної власності | 5883           | 4483                     |
| Іншої власності     | 174            | 167                      |
| Загалом             | 12035          | 9480                     |

Основні поселення волості:
- Засулля — колишнє державне та власницьке село при річці Сула за 2 версти від повітового міста, 2800 осіб, 590 дворів, 3 православні церкви, школа, 2 постоялих двори, 10 постоялих будинків, 11 лавок, 10 вітряних млинів, маслобійний і цегельний заводи, кузня, крупорушка, 3 ярмарки на рік.
- Аксютинці — колишнє державне та власницьке село при річці Сула, 1200 осіб, 211 дворів, православна церква, 2 постоялих будинки, 8 вітряних млинів, маслобійний завод.
- Герасимівка — колишнє державне село при річці Сула, 396 осіб, 108 дворів, православна церква, постоялий будинок, лавка, 2 вітряних млини.
- Пустовійтівка — колишнє державне та власницьке село при річці Сула, 1550 осіб, 257 дворів, православна церква, 2 постоялих будинки, 24 вітряних млини, 2 маслобійних заводи.

Старшинами волості були:
- 1900 року — козак Феоктист Фомич Скрипаль[2];
- 1904—1915 роках — козак Степан Семенович Сердюк[3],[4],[5],[6],[7];
- 1916 року — Корнило Артемович Правдюк[8].